# 莆田黑鸭
莆田黑鸭是中国福建省的家鸭品种，主要分布于福建省莆田市沿海及南北洋平原地区。莆田黑鸭是中国蛋用型地方鸭品种中唯一的黑色羽品种。
莆田黑鸭从中国麻鸭选育而来。全身羽毛为黑色，嘴黑色略长；脚、爪均为黑色。
莆田黑鸭可以在海滩放牧，主要用蛋用。
2006年被列入《国家级畜禽遗传资源保护名录》。